# Rubén Pozo Prats
Rubén Pozo Prats (Barcelona, 21 de juliol de 1975) és un cantautor espanyol.
És conegut per formar part durant una dècada del duet Pereza, que formava amb Leiva, del qual era el guitarrista i a vegades vocal, a més de lletrista i compositor. En el passat era un dels integrants de Buenas Noches Rose, amb qui gravà 3 CDs.
Encara que nasqué a Barcelona, va créixer al madrileny barri de l'Alameda de Osuna. Als 15 anys començà a tocar la guitarra, amb especial interès per les cançons de Roberto Iniesta (Extremoduro). Reconeix que els quatre primers discs li salvaren la vida quan era jove. Pel que fa a ser músic, al principi els seus pares no ho portaven amb tanta alegria.
El seu pare, auxiliar de vol comparteix la seva passió per la música i el seu germà produeix alguns dels videoclips, s'encarrega del disseny de discs i altres productes del grup.
Té un fill, Leo, nascut el 2006 de la relació amb Clara Téllez, cantant de Los Peces.
Lo que más és el títol del primer àlbum en solitari de Ruben. El primer senzill del disc s'anomena "Pegatina".

## Discografia

### Amb Pereza
- Pereza (2001)
- Algo para cantar (2002)
- Animales (2005)
- Aproximaciones (2007)
- Aviones (2009)

### En solitari
- Lo que más (2012)
- En marcha (2015)
- Habrá que vivir (2017)
- Mesa para dos (2019, juntament amb Lichis)